# 아민 하리트
아민 하리트(아랍어: أمين حاريث, 프랑스어: Amine Harit, 1997년 6월 18일 ~ )는 모로코의 프랑스 출신 축구 선수이다. 포지션은 미드필더이며, 현재 프랑스 리그 1의 마르세유에서 활동하고 있다.

## 클럽 경력
아민 하리트는 10대 시절에 파리 생제르맹, 레드 스타 유스 팀에서 활동했으며 2012년에는 낭트에 입단했다. 2016년 8월 13일에 열린 디종과의 리그 1 경기에 처음 출전했다.
2017년 7월 10일에는 샬케 04와 4년 계약을 체결했고 2017년 8월 14일에는 BFC 뒤나모와의 DFB-포칼 경기에 처음 출전했다. 2017년 12월에는 분데스리가 이 달의 신인 선수상을 수상했고 2018년 5월에는 분데스리가 올해의 신인 선수상을 수상했다.

## 국가대표 경력
아민 하리트는 프랑스 U-18, U-19, U-20, U-21 축구 국가대표팀에서 활약했으며 대한민국에서 개최된 2017년 FIFA U-20 월드컵에 참가했다. 아민 하리트는 모로코계 프랑스인이어서 모로코와 프랑스 가운데 하나를 선택할 수 있었는데 2017년 9월 12일에 모로코 축구 국가대표팀에서 뛰기로 결심한다.
2017년 10월 7일에 열린 가봉과의 2018년 FIFA 월드컵 아프리카 지역 예선 홈 경기에서 후반전 45분에 노르딘 암라바트와 교체 출전하면서 데뷔했는데 모로코는 해당 경기에서 가봉에 3-0으로 승리했다. 2018년 5월에는 2018년 FIFA 월드컵에 참가한 모로코 축구 국가대표팀 명단에 이름을 올렸다.

## 사고
아민 하리트는 2018년 6월에 모로코 마라케시에서 교통 사고를 일으켰다. 이 사고로 인해 30세 남자가 사망하고 만다.